# Ateacari
Ateacari (Ateakari), ogranak Cora Indijanaca, šira skupina Coran ili Corachol, koja je nekada obitavala na rijeci Rio de Nayarit ili Rio de San Pedro u meksičkoj državi Jalisco. Spominje ih Orozco y Berra (u Geog., 59, 1864.) i kao Ateakari Pimentol, u Lenguas de Mex., II, 83, 1865. Orozco y Berra njihov jezik naziva i Ateanaca.